# Freda
Freda – osiedle Kowna, na Aleksocie, nad Niemnem, obejmuje Fredę Górną i Fredę Dolną; pełni funkcje przemysłowo-rekreacyjne.
Dwór Józefa Godlewskiego opisany został przez R. Aftanazego w „Dziejach rezydencji”.
Na Fredzie znajduje się Ogród Botaniczny Uniwersytetu Witolda Wielkiego (1923) oraz ruiny cerkwi św. Sergiusza z Radoneża (1891), położonej w dawnej Twierdzy Kowno.
Fredę z prawobrzeżnymi Szańcami łączy most Konstantinasa Čiurlionisa (2002).
W czasach Królestwa Polskiego istniała wiejska gmina Freda.